# 露普同盟

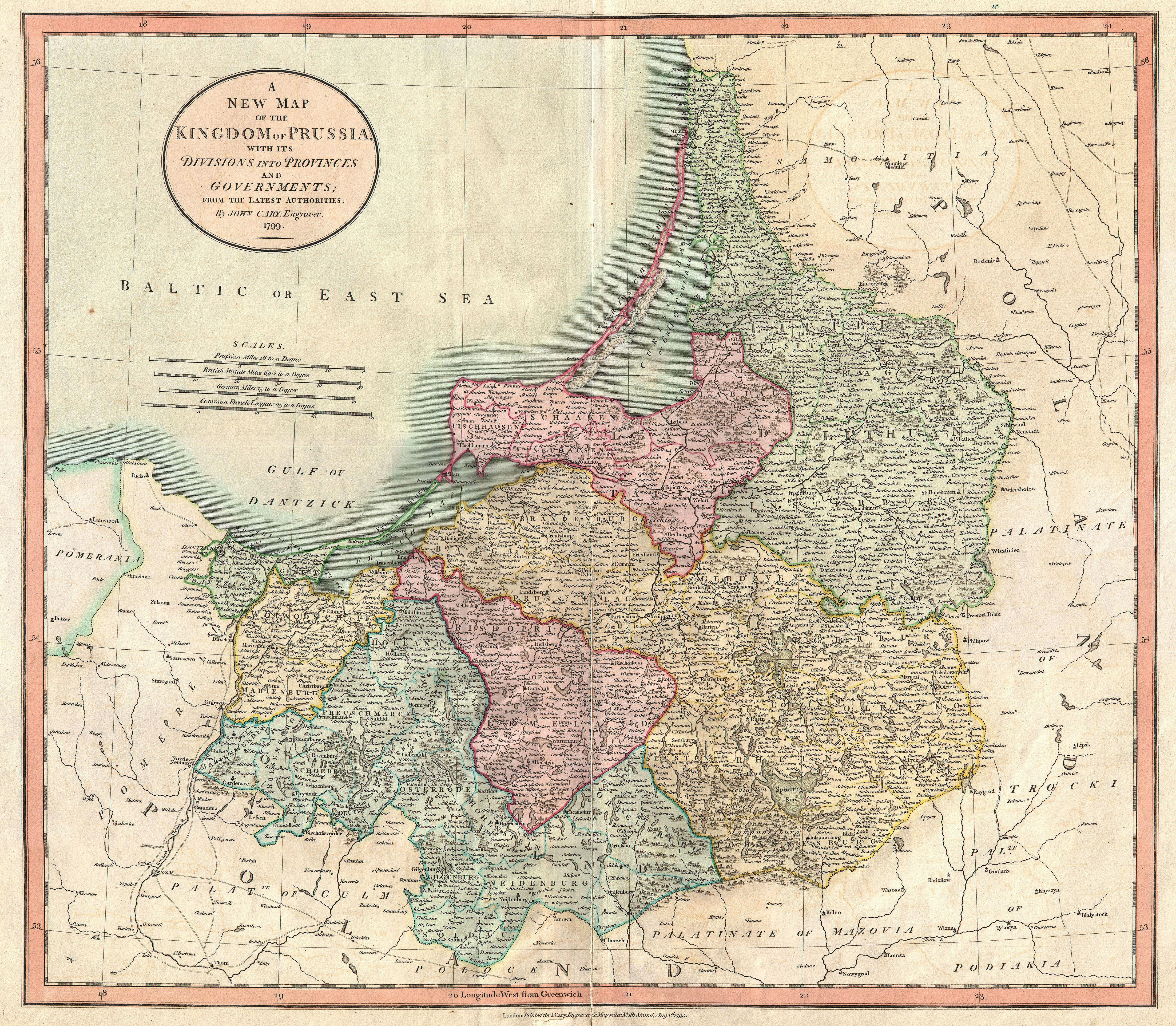
プロイセン王国の新しい地図、ジョン・カリー作、1799年。

露普同盟（ろふどうめい、英語: Russo-Prussian alliance）は、1764年4月11日にプロイセン王国とロシア帝国の間で締結された同盟。同盟は七年戦争における二国間の講和条約である1762年のサンクトペテルブルク条約を拡張した。同盟は防御同盟であり、両国はお互いの領土の安定を守ることを宣言した。また条約は両国のポーランド・リトアニア共和国への干渉を許可したが、これは条約の主な目的であった。

## 同盟の成立と目的

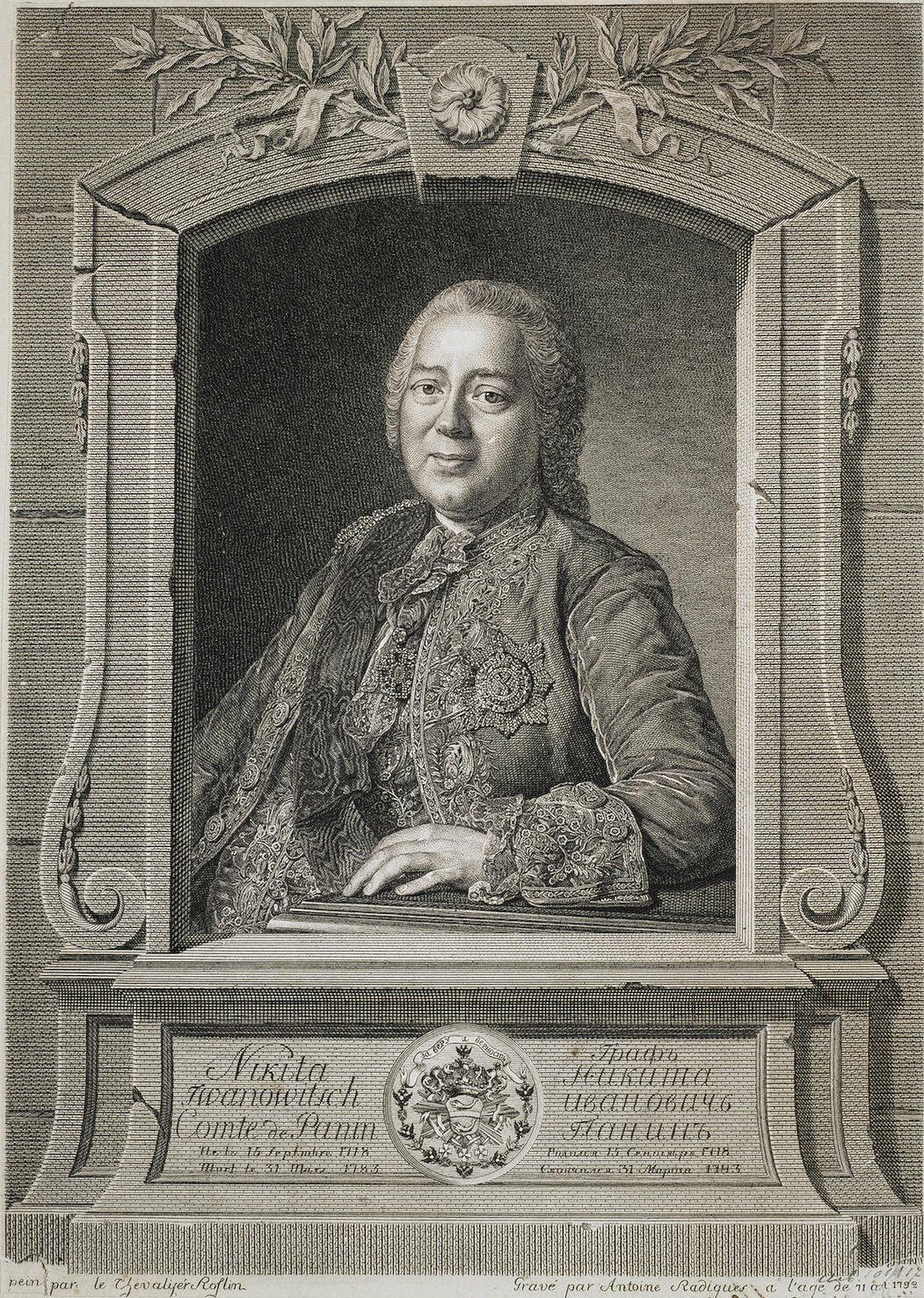
露普同盟の功労者であるニキータ・パーニンの肖像画、版画、1792年作。

条約はロシアの外交官ニキータ・イヴァノヴィチ・パーニンによるものだった。同盟は七年戦争における二国間の講和条約である1762年のサンクトペテルブルク条約を拡張した。1764年4月11日に締結されたこの条約はロシア政治における「北方システム」、すなわちロシア、プロイセン、グレートブリテン王国の間の同盟の基礎となった。当時、英普同盟は崩壊したが、グレートブリテンとロシアの関係は改善しており、1766年には貿易の同盟が結成された。
同盟は防御同盟であり、両国はお互いの領土の安定を守ることを宣言した。プロイセンにとって、これは国際関係において最も危険な敵を同盟国に変えることであり、大事な安定感を与えた。同盟はハプスブルク帝国（オーストリア）への対抗という一面もあった。ロシアの視点からは、オーストリアはロシアの勢力範囲の拡大においてあまり譲歩に前向きではなく、同盟者としての価値がプロイセンより低かった。歴史家の一部は、ロシアが同盟を主導することで、七年戦争の目的であったプロイセンに対する影響力の拡大を達成することができた、と主張したが、ロシアがプロイセンを格下の同盟国として扱ったにもかかわらず、同盟はプロイセンの外交上の勝利であるとする歴史家もいる。プロイセン王フリードリヒ2世は死の直前、露普同盟が彼の締結した条約のうち、一番有益な条約であると述べた。
条約の重要な条項の1つは、両国が協同してヴェッティン家（ザクセン選帝侯の一族）がポーランド・リトアニア共和国の国王自由選挙で三たび当選することを阻止する、というものだった。両国は同年の国王選挙でスタニスワフ・アウグスト・ポニャトフスキを支持、当選させた。条約はポーランドで両国の許可を得ていない改革が行われた場合、介入を許す条項を含む。実際、両国はオーストリアとともにバール連盟戦争に介入、1772年の第一次ポーランド分割を起こした。

## 同盟の解消とその後

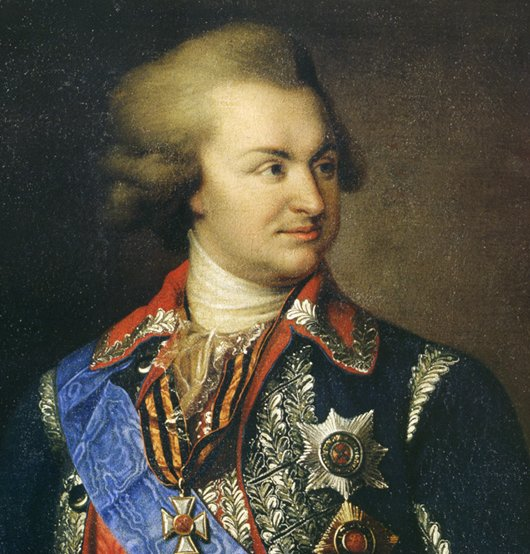
ロシアとオーストリアの接近を推進したグリゴリー・ポチョムキンの肖像画、1847年作。

しかし、その後の数十年間、ロシアの注目は徐々に南方のオスマン帝国に移っていった。グリゴリー・ポチョムキンが推進したこの政策により、プロイセンの同盟国としての価値は減り、代わりにオーストリアの株が上がった。露普同盟は1777年に再度延長されたが、サンクトペテルブルクの宮廷ではパーニンなどの親プロイセン派の影響力が目減りし、ポチョムキンなどの親オーストリア派が徐々に影響力を増していった。マリア・テレジアの死後、息子のヨーゼフ2世はロシアとの関係の改善を選び、1781年初に秘密交渉をはじめ、同年5月から6月頃には墺露同盟が成立するに至った。露普同盟は正式には1788年まで存続したが、墺露同盟が成立した以降はその重要性を失い、プロイセンがヨーロッパで孤立した。プロイセンは代わりに英普同盟を再び締結した。パーニンが述べた通り、露普同盟の崩壊は彼の政治生命の終結を意味した。